# Paradise (Gujana)
Paradise – miasto w Gujanie; 3 860 mieszkańców (2008). Przemysł spożywczy, włókienniczy.